# Ángel Rubio Muñoz-Bocanegra
Ángel Rubio Muñoz-Bocanegra (Córdoba; 27 de junio de 1901 - Ciudad de Panamá; 30 de noviembre de 1962) fue un geógrafo y educador hispano-panameño.

## Biografía
Realizó sus estudios superiores en la Universidad de Sevilla, licenciándose en Filosofía y Letras, sección de Historia, con premio extraordinario, en 1922. Continuando allí los estudios de postgraduado que le permitieron formar parte del Cuerpo Facultativo de Archiveros, Bibliotecarios y Arqueólogos. En junio de 1927 obtuvo por oposición la cátedra de Geografía e Historia del Instituto de Teruel, pero se trasladó un mes después al Instituto General y Técnico de Cáceres donde ejerció la docencia e investigó sobre la colonización extremeña en América.
Elegido diputado por el Partido Socialista Obrero Español (PSOE) por Cáceres en las elecciones generales de 1931, formó parte de las Comisiones de Gobierno Interior, de Guerra y de la de Suplicatorios.
En 1937 llegó a Panamá, donde fue profesor del Instituto Nacional y del Liceo Femenino desde 1937 a 1945 y de la Facultad de Filosofía y Letras de la Universidad de Panamá desde 1939 hasta su muerte el 30 de noviembre de 1962. Colaboró en publicaciones científicas de dicho país, como Revista de Geografía Americana o Boletín de la Academia Panameña de Historia, Ingeniería y Arquitectura, entre otras. 
Estuvo casado con María Eusebia Lasso de la Vega y fue padre de tres hijas. 